# برنجاسف
بـِرِنجاسپ گیاهی است از جنس درمنه‌ها.در ساردوئیه به آن بنجلاسک هم می گویند
برنجاسپ در خرابه‌ها و کنار جاده‌ها و دشت‌های سایه‌دار می‌روید. نام‌های دیگر آن در فارسی برتراسک و بومادران است.
گیاهی است پربو و طبع آن گرم است. گلچه‌های آن زردرنگ‌اند. این گیاه بومی مناطق معتدل آسیا، اروپا و شمال آفریقا است.
مصرف آن به عنوان داروی ضد نفخ، ادرارآور و دهان‌شویه است.
از این گیاه در طب سوزنی و به خصوص در فتیله گذاری استفاده می‌شود، به این صورت که آن را در مواضع خاص طب سوزنی بر روی بدن می‌سوزانند و از گرمای حاصل از آن برای تحریک جریان گردش خون به منظور جلوگیری از حساسیت و برای درمان بیماری یا بی‌حس کردن موضع، استفاده می‌کنند.

## تشریح
گیاهی است علفی یک ساله با ساقه افراشته. برگ‌های متناوب و دانه دار که در سطح زیرین خاکستری و پرزدار هستند. گل‌های گیاه به رنگ زرد طلایی و میوه آن فندقه است. این گیاه در مناطق معتدل در باغ‌ها و حاشیه مزارع به صورت خودرو می‌روید و از قدیمی‌ترین گیاهان شناخته شده دارویی به‌شمار می‌رود.

## خواص درمانی
این گیاه به عنوان دارویی تلخ، معطر، مقوی معده و ضد تشنج به کار می‌رود، اما اثر آن نسبت به دیگر گونه‌های این جنس کمی ضعیفتر است. از این گیاه به صورت دم کرده (به مقدار یک قاشق مربا خوری در یک فنجان آب جوش به مدت ده دقیقه) دو تا سه بار در روز مصرف می‌کنند. در طب سنتی از آن برای درمان ناراحتی‌های عصبی، بی خوابی و درمان ناراحتی‌های زنانه استفاده می‌کنند. اسانسی که از سر شاخه آن به دست می‌آید نرم‌کننده، ضد عفونی‌کننده دستگاه گوارش و ضد انگل است. در عین حال به علت سمی بودن تویون موجود در این اسانس باید در مقدار و مدت مصرف آن احتیاط کرد.
برای تهیه دارو سرشاخه‌های گلدار آن را جمع‌آوری نموده مانند سایر گیاهان جنس درمنه (ترخون) خشک می‌کنند. این گیاه دارای نوعی اسانس روغنی است که مواد اصلی تشکیل دهنده آن عبارتند از:سینول، تویون، تانن‌ها و شیره‌های تلخ.

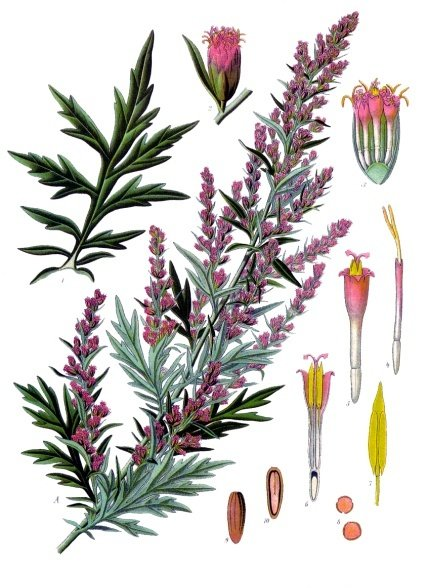
برنجاسف.

## یادداشت
1. ↑  Cineol
2. ↑  Thuyone

از آثار دیگر این گیاه می‌توان به کاهش تعریق اشاره کرد